# Hydrodynastes melanogigas
Hydrodynastes melanogigas – niedawno odkryty gatunek węża z podrodziny ślimaczarzy w rodzinie połozowatych (Colubridae), osiągający ok. 2 m długości. Występuje w Brazylii, w stanie Tocantins, gdzie zasiedla tropikalną sawannę zwaną cerrado. Skóra przypomina rybią łuskę, kolor czarny, połyskujący. Może żyć na lądzie jak i w wodzie. Żywi się rybami i płazami. Jego jad jest toksyczny, jednak nie zagrażający życiu człowieka.
Na pierwsze okazy natrafiono podczas budowy elektrowni wodnej w Tocantins.
Wąż nie posiada jeszcze nazwy. Tubylcy nazywają go Cobra-de-água-preta.
Gatunek ten opisali w 2007 roku Francisco Franco i Bruno Bentim z Instituto Butantan w São Paulo oraz Daniel Fernandes z Universidade Federal w Rio de Janeiro. W 2020 roku Carvalho i inni na podstawie badań morfologicznych i molekularnych zsynonimizowali ten takson z Hydrodynastes gigas.